# Puriana pacifica
Puriana pacifica är en kräftdjursart som beskrevs av Benson 1959. Puriana pacifica ingår i släktet Puriana och familjen Trachyleberididae. Inga underarter finns listade i Catalogue of Life.